# Tala (Uruguay)
Tala ist eine Stadt in Uruguay.

## Geographie
Tala befindet sich in der Cuchilla Pérez im Nordosten des Departamento Canelones in dessen Sektor 10. Rund 15 Kilometer nordwestlich liegt San Ramon. Das auf einer kleinen Anhöhe liegende Tala wird dabei von dem am südlichen Stadtrand verlaufenden Arroyo del Tala und dem nördlich fließenden Arroyito Macana eingefasst, die beide am Westende der Stadt aufeinandertreffen.

## Geschichte
Tala, dass zumindest Anfang des 20. Jahrhunderts auch unter der Bezeichnung Salvador bekannt war, wurde durch Ildefonso de León im Jahre 1869 gegründet. Dieser gehörte ebenso wie Lorenzo Laporte, Juan Turreiro und Bernardo Apestegui zu den ersten Einwohnern.

## Infrastruktur

### Bildung
Tala verfügt mit dem 1964 gegründeten Liceo de Tala "José Alonso y Trelles" über eine weiterführende Schule (Liceo).

### Kultur
In Tala befindet sich mit der 1863 eingeweihten Parroquia del Santísimo Salvador eine im römischen Stil errichtete Kirche. Sie wurde auf einem vom Stadtgründer Ildefonso de León zur Verfügung gestellten Areal gegenüber dem Hauptplatz des Ortes durch die beiden italienischen Baumeister José und Martín Ceriani errichtet.
In Tala lebte und wirkte von 1877 an der unter dem Pseudonym El Viejo Pancho aktive Dichter, Schriftsteller und Abgeordnete der Partido Nacional José María Alonso y Trelles (1857–1924). Sein Anwesen, das Casa y Predio de José Alonso y Trelles "El Viejo Pancho", befindet sich rund 300 Meter vom Hauptplatz Talas entfernt. Diesem letzten Wohnsitz von Alonso y Trelles wurde am 22. März 1988 der Status eines Monumento Histórico Nacional zuerteilt.
Dem am 9. November 1910 gegründeten städtischen Orchester Banda Municipal de Tala, dessen erster Leiter Carlos Romagnoli war, kommt eine wichtige Symbolfunktion für die Stadt zu.

### Verkehr
Auf dem Stadtgebiet Talas kreuzen die Ruta 7 sowie die Ruta 12.

## Einwohner
Die Einwohnerzahl Talas beträgt 5.089. (Stand: 2011)
| Jahr | Einwohner |
| ---- | --------- |
| 2004 | 4.939     |
| 2011 | 5.089     |

Quelle:

## Stadtverwaltung
Bürgermeister (Alcalde) von Tala ist Mario Perez (Partido Nacional).

## Söhne und Töchter der Stadt
- José Óscar Herrera (* 1965), Fußballspieler
- Óscar Walter García Barreto (* 1969), römisch-katholischer Geistlicher, Weihbischof in Concepción in Chile
- Christian Stuani (* 1986), Fußballspieler